# Platycyamus
Platycyamus es un género de plantas con flores con dos especies perteneciente a la familia Fabaceae.

## Taxonomía
El género fue descrito por George Bentham y publicado en Fl. Brasil. 15(1): 323. 1862.
Etimología
Dicrocaulon: nombre genérico  

## Especies aceptadas
A continuación se brinda un listado de las especies del género Platycyamus aceptadas hasta mayo de 2015, ordenadas alfabéticamente. Para cada una se indica el nombre binomial seguido del autor, abreviado según las convenciones y usos.	
- Platycyamus regnellii Benth.
- Platycyamus ulei